# 40. славонска дивизија НОВЈ
40. славонска дивизија НОВЈ формирана је 15. јула 1944. године у околини Дарувара. При оснивању у њен састав су ушле Шеснаеста омладинска бригада „Јожа Влаховић“ и Осамнаеста славонска бригада. Била је у саставу Шестог славонског корпуса. Командант дивизије од формирања до децембра 1944. био је Вељко Ковачевић, народни херој, а после њега Саво Миљановић.

## Борбени пут дивизије
Крајем јула 1944, дејствовала је у Даруварској котлини. Са Дванаестом и 28. дивизијом учествовала је у ослобођењу Бадљевине 2. августа, Кончанице 9. августа и Грубишног Поља 18. августа.
У њен састав ушла је 28. августа Вировитичка бригада. Дивизија је тада имала око 4700 бораца. Пошто се пребацила у рејон Славонске Пожеге, водила је до средине септембра борбе у том крају, а од тада поновно у Даруварској котлини, где је 14. септембра ослободила Пакрац и Липик, а 16. септембра Дарувар. У борбама 25. и 26. септембра ослободила је Подравску Слатину, а почетком октобра садејствовала са јединицама Десетог корпуса и Дванаесте дивизије у ослобођењу Вировитице и Питомаче.
Учествовала је у борбама око Копривнице 13/14. до 16. октобра, после чега је упућена на железничку пругу Банова Јаруга–Батрина, где је дејствовала до почетка новембра, а затим се пребацила на комуникацију Нашице–Осијек.
У борбама од 18. до 28. новембра није успела да заузме Нашице, али је 2. децембра ослободила Плетерницу. Тога дана, њени делови упали су и у Славонску Пожегу, заузели фабрику шпиритуса, болницу и неколико утврђених зграда, али су се брзо повукли. Крајем децембра 1944, дивизија је нарасла 6278 бораца.
До почетка јануара 1945, вршила је диверзије на комуникацији Плетерница–Нашице–Осијек. Од јануара до почетка априла, заједно с јединицама Десетог корпуса, дејствовала је у рејону Копривнице и Бјеловара, садејствујући с јединицама Треће армије. Дивизија је 31. јануара добила назив ударна.
У завршним операцијама, пробијајући се преко Папука и Пожешке котлине у сусрет јединицама Прве и Треће армије ЈА, дивизија је у првој половини априла, после вишедневних тешких борби против немачких снага код Нашица и Подгорача, заједно са Дванаестом дивизијом онемогућила Немцима организацију одбране у рејону тих места. У другој половини априла учествовала је у ослобођењу Нашица, Кутјева и Ветова, а затим је 21. априла ушла у састав Треће армије ЈА. У садејству са 36. војвођанском дивизијом ослободила је 1. маја Грубишно Поље, а потом учествовала у гоњењу непријатеља правцем Крижевци–Хум–Лепоглава–Птујска гора.